# Larinus vulpes
Ларин пятнистый (лат. Larinus vulpes) — вид долгоносиков из подсемейства Lixinae. Являются монофагами: кормовым растением имаго и личинок является мордовник.

## Описание
Относительно крупный долгоносик длиной 11–13 мм. Половой диморфизм выражен слабо. Основные отличия заключаются в размерах (самки чаще крупнее самцов) тела и головотрубки. Головотрубка самки такой же длины, что и переднеспинка, у самца — короче. Усики булавовидные. Надкрылья короткояйцевидные, сужаются к заднему концу. Рисунок на надкрыльях состоит из двух неравномерных рядов пятен неправильной формы вблизи шва и наружного края. Все бёдра перед вершиной с перетяжкой, на вершине утолщены булавовидно, вершинная часть дуговидно изогнута. 

## Биология
Как и у многих ларинов, в качестве кормового растения у имаго и личинок выступает растение из семейства Астровые (Asteraceae) — мордовник, в частности мордовник шароголовый (Echinops sphaerocephalus) и русский подвид мордовника обыкновенного (Echinops ritro subsp. ruthenicus). Лёт имаго — со второй половины июня по июль. Имаго во время лёта часто располагаются на кормовом растении, питаясь его листьями и верхушками стеблей и ожидая партнёра. После спаривания самка при помощи головотрубки в соцветии растения формирует отверстие, куда откладывает яйца. Личинки питаются соком растения поступающим в результате повреждения растения. Окукливание происходит внутри соцветия, перед окукливанием личинка формирует куколочную колыбель. Осенью уже взрослые насекомые покидают соцветие и зимуют в разных защищённых от холода и хищников местах.

## Распространение
Обитает преимущественно на равнинных степях и лугах. Распространён на территории средней и южной части России, Украины, Туркменистана, Таджикистана, Южной Европы (Франция).

## В культуре
Жизненный цикл Larinus vulpes был художественно описан в книге А. Ж. Фабра «Жизнь насекомых» (1911).

## Галерея

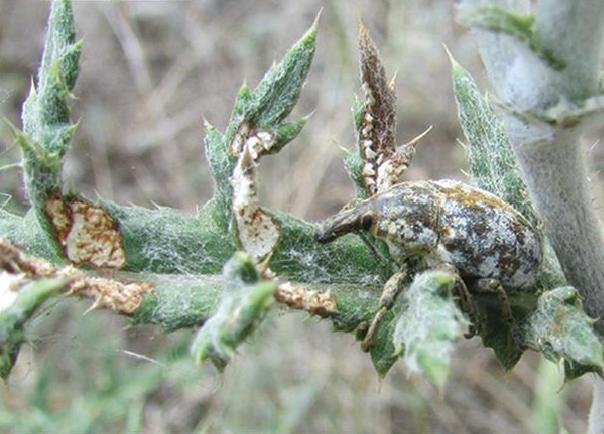
Имаго, питающееся листьями мордовника
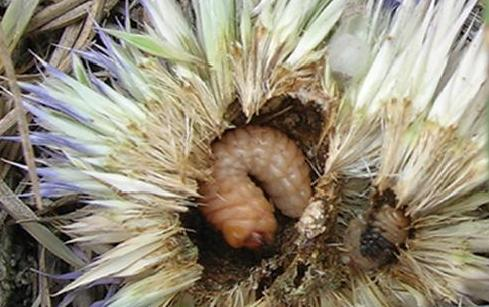
Личинка внутри соцветия мордовника
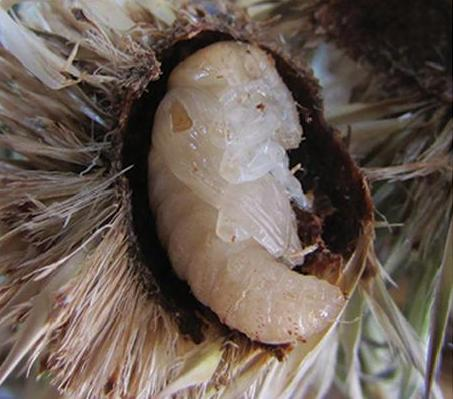
Куколка внутри соцветия мордовника
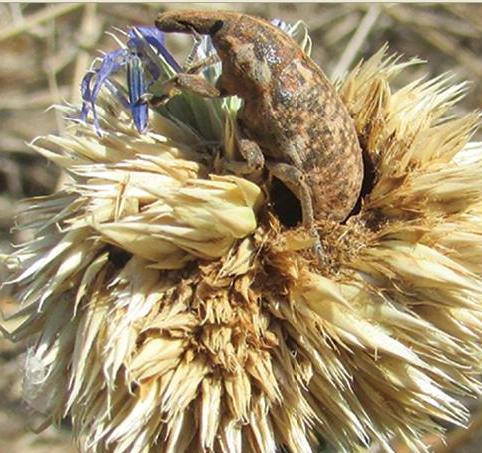
Недавно появившееся имаго